# Braunia reflexifolia
Braunia reflexifolia là một loài Rêu trong họ Hedwigiaceae. Loài này được (Müll. Hal.) E.B. Bartram mô tả khoa học đầu tiên năm 1964.